# Vejleby Sogn
Vejleby Sogn er et sogn i Maribo Domprovsti (Lolland-Falsters Stift).
I 1800-tallet var Skørringe Sogn og Vejleby Sogn annekser til Tirsted Sogn. Alle 3 sogne hørte til Fuglse Herred i Maribo Amt. Tirsted-Skørringe-Vejleby sognekommune blev ved kommunalreformen i 1970 indlemmet i Rødby Kommune, der ved strukturreformen i 2007 indgik i Lolland Kommune.
I Vejleby Sogn ligger Vejleby Kirke.
I sognet findes følgende autoriserede stednavne:
- Hæsø (areal, bebyggelse)
- Vejleby (bebyggelse, ejerlav)
- Vejleby Holle (bebyggelse)
- Vejleby Mose (bebyggelse)
- Vejlebyskov (bebyggelse)